# Ha-Kirja

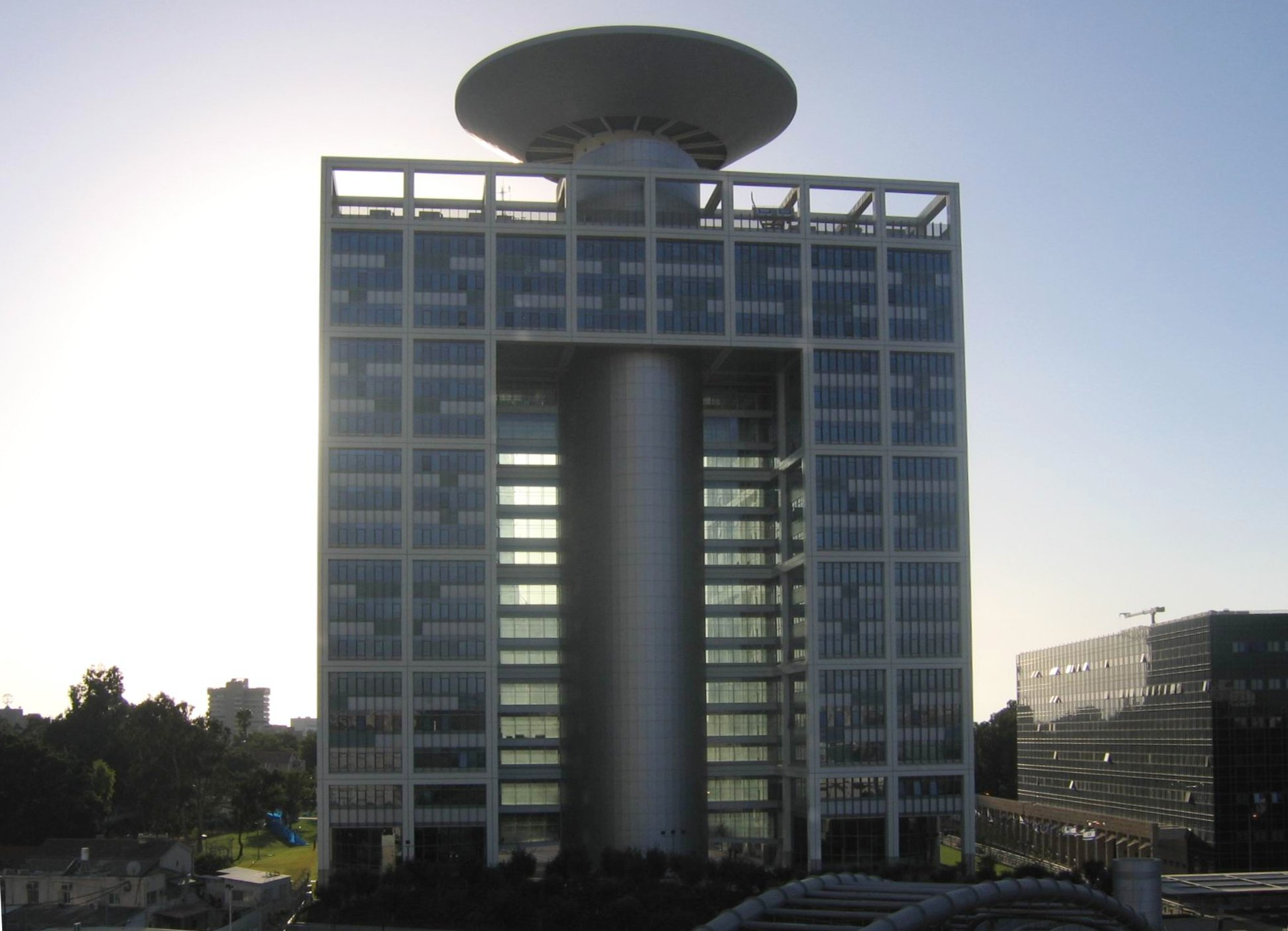
Budova generálního štábu izraelské armády ve čtvrti ha-Kirja

ha-Kirja (hebrejsky: הקריה) je čtvrť v centrální části Tel Avivu v Izraeli. Je součástí správního obvodu Rova 6 a samosprávné jednotky Rova Lev ha-Ir.

## Geografie
Leží na východním okraji centrální části Tel Avivu, cca 2 kilometry od pobřeží Středozemního moře, v nadmořské výšce okolo 30 metrů. Podél východního okraje čtvrti prochází takzvaná Ajalonská dálnice (dálnice číslo 20), podél které zde rovněž vede železniční trať a nachází se na ni železniční stanice Tel Aviv ha-Šalom.

## Popis čtvrti
Plocha čtvrti je vymezena na severu třídou Sderot Ša'ul ha-Melech, na jihu ulice Carlebach a Derech Menachem Begin, na východě Derech Menachem Begin a na západě ulicí Carlebach a Ibn Gvirol. Zástavba má charakter husté blokové městské výstavby. V roce 2007 tu žilo 1341 lidí.  Podstatnou část plochy čtvrti zaujímá vládní vojenský komplex nazývaný rovněž ha-Kirja nebo též Machane Rabin (מחנה רבין, Rabinova pevnost). V 19. století tu stávala templerská vesnice Šarona, jejíž zbytky tu jsou dosud zachovány. Podél Ajalonské dálnice vyrůstají výškové budovy včetně mrakodrapu Azrieli Center.